# Калафіндешть
Калафіндешть, Калафіндешті (рум. Calafindești) — село у повіті Сучава в Румунії. Входить до складу комуни Калафіндешть.
Село розташоване на відстані 380 км на північ від Бухареста, 24 км на північний захід від Сучави, 134 км на північний захід від Ясс.

## Населення
За даними перепису населення 2002 року у селі проживали 2336 осіб, з них 2332 особи (99,8%) румунів. Рідною мовою 2333 особи (99,9%) назвали румунську.